# Ocotillo
Fouquieria splendens
Espèce
Classification phylogénétique
L'ocotillo, aussi surnommé le « cactus grimpant » (Fouquieria splendens), est une espèce de plantes à fleurs de la famille des Fouquieriaceae originaire des déserts du sud-ouest des USA et des régions au nord du Mexique.

## Description
La plus grande partie de l'année, l'Ocotillo ressemble à un enchevêtrement de tiges mortes, bien qu'une observation rapprochée montre que les tiges sont assez verdoyantes. Lorsque la pluie arrive, la plante devient rapidement luxuriante, exhibant de petites feuilles (deux à quatre centimètres). Celles-là persistent entre plusieurs semaines et plusieurs mois.
Les tiges peuvent atteindre un diamètre de cinq centimètres au collet (base de la tige) et amener la plante à dix mètres de hauteur. Les ramifications sont multiples à la base, mais passé une certaine hauteur, les branches sont linéaires et rarement partagées (certains spécimens de culture ne possèdent pas une seule branche secondaire). Les tiges des feuilles se transforment en épines émoussées, et de nouvelles feuilles poussent à la base de ces épines. La fleur de couleur rouge clair fait son apparition au printemps et durant l'été, par amas au bout des tiges.

## Utilisation
Les robustes tiges de l'ocotillo sont couramment utilisées pour construire des poteaux dans les régions où il pousse. On les plante de façon à créer des barrières végétales. On trouve également des cannes et des bâtons de randonnée en tige d'ocotillo.

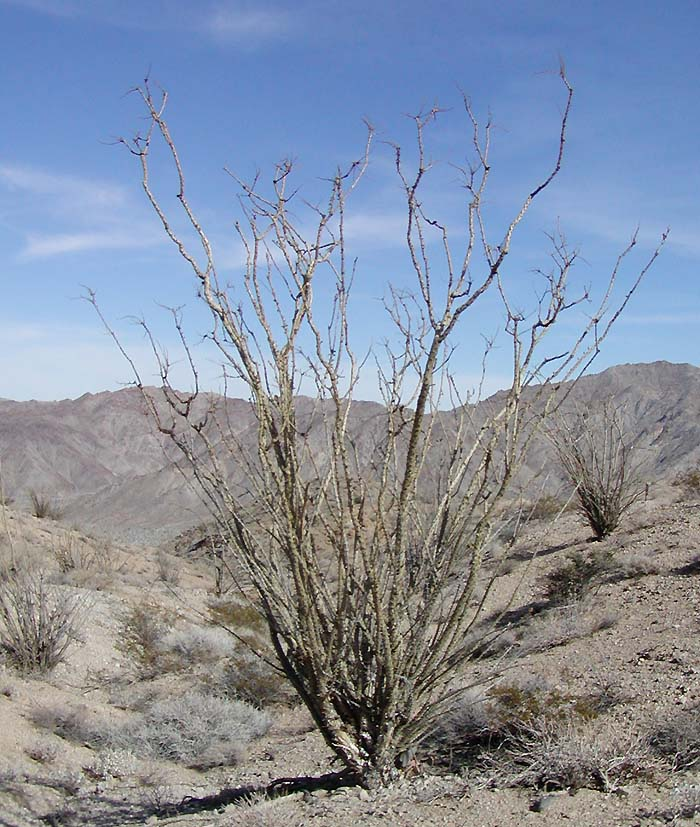
Un ocotillo de la région de Palm Springs.
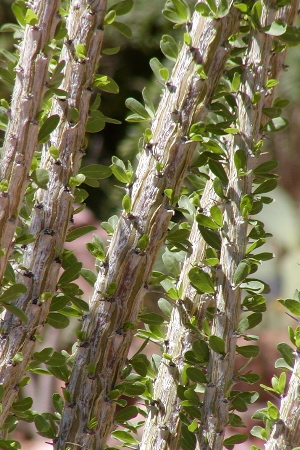
Feuilles d'ocotillo.
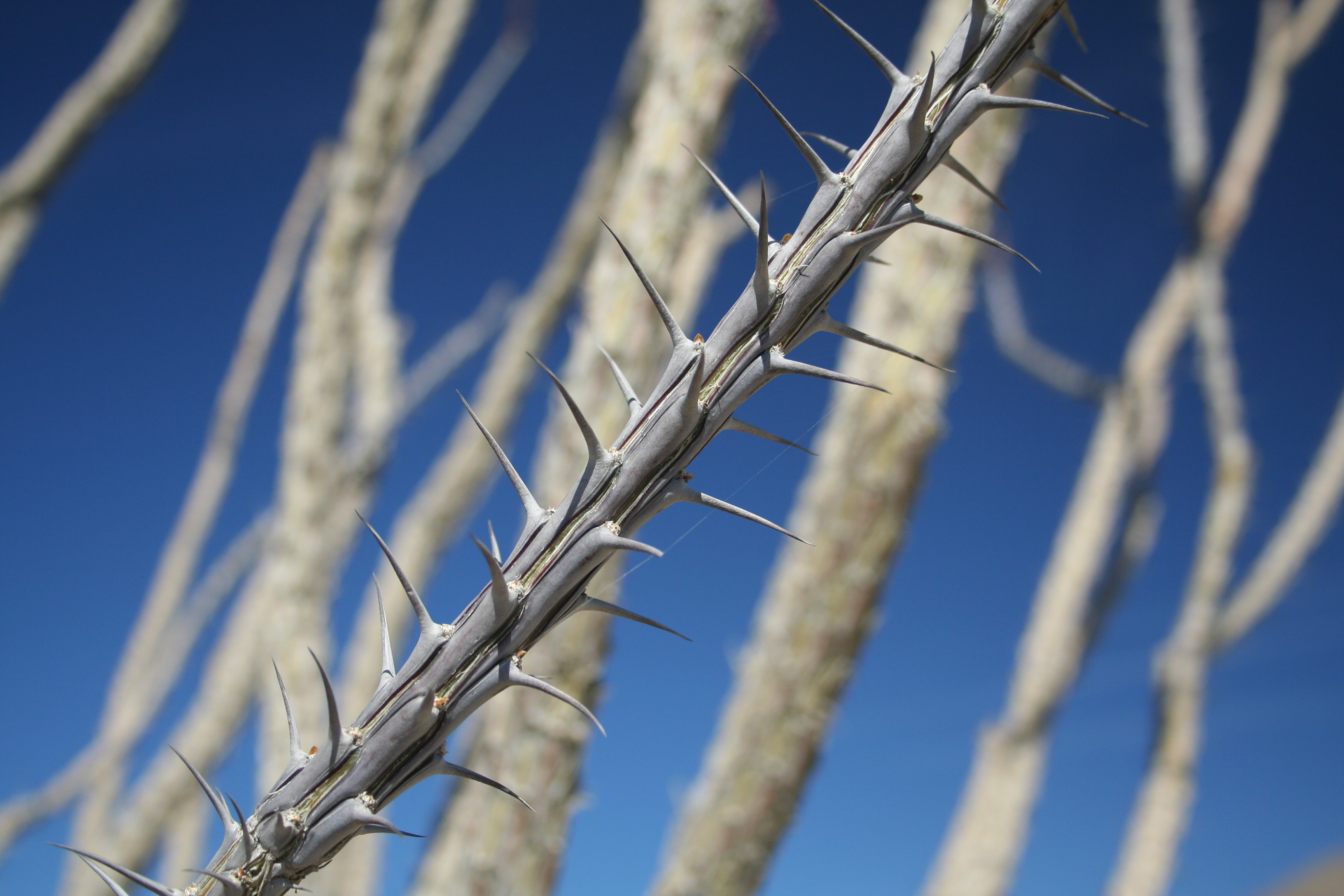
Épines d'ocotillo du Anza-Borrego Desert State Park.
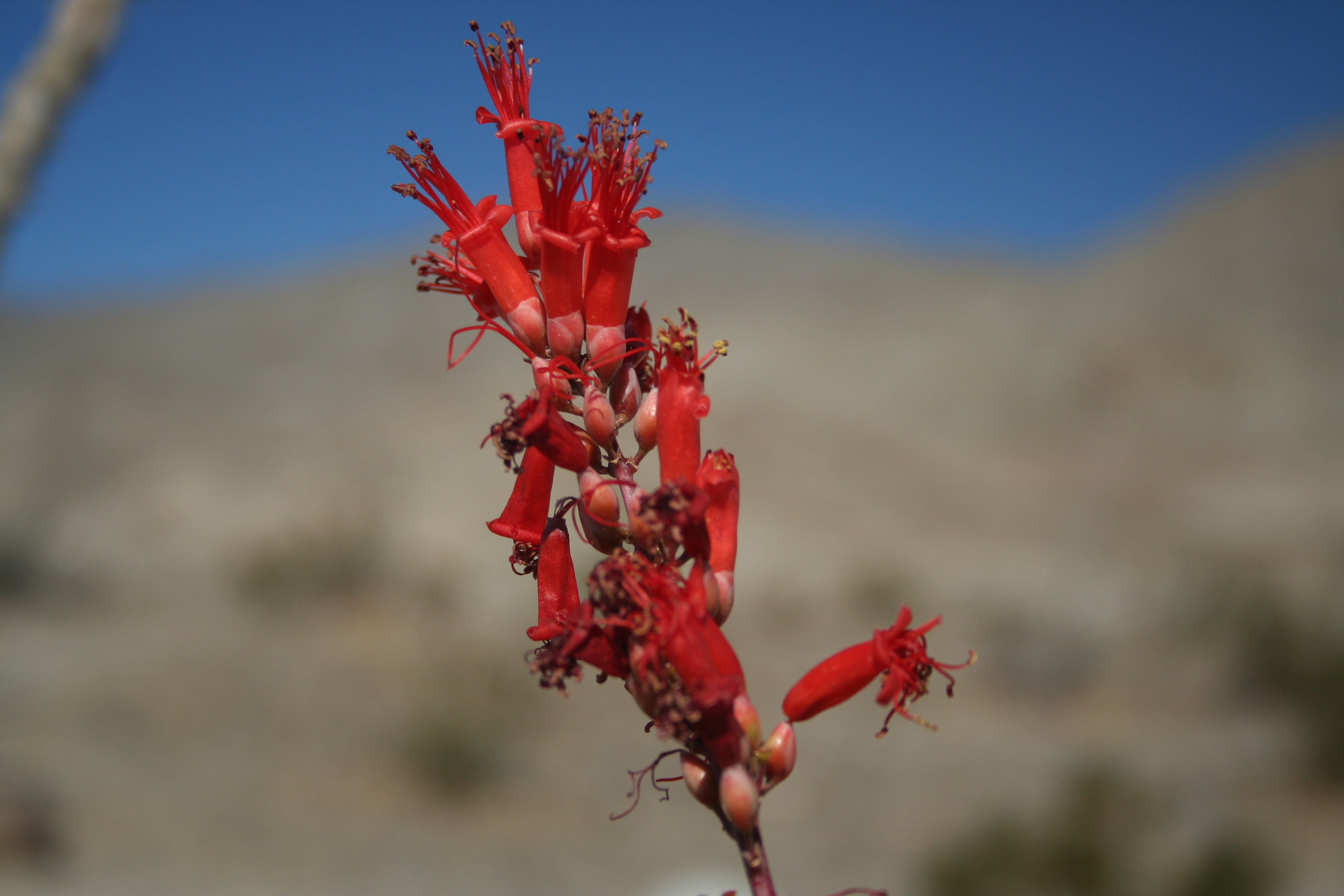
Fleurs d'ocotillo du Anza-Borrego Desert State Park